# 柳葉鱗球花
柳葉鱗球花（学名：Lepidagathis stenophylla）为爵床科鱗球花屬下的一个种。其种加词“stenophylla”意为“窄叶的”。